# Agalmyla chalmersii
Agalmyla chalmersii är en tvåhjärtbladig växtart som först beskrevs av Ferdinand von Mueller, och fick sitt nu gällande namn av Brian Laurence Burtt. Agalmyla chalmersii ingår i släktet Agalmyla och familjen Gesneriaceae. Inga underarter finns listade i Catalogue of Life.